# Don't Close Your Eyes (ep)
Don't Close Your Eyes is een ep van de Australische metalcore/deathcore band Parkway Drive welke uitkwam in 2004. In 2006 kreeg de ep een heruitgave met dezelfde nummers maar met toevoeging van de nummers van hun Split CD samen met I Killed the Prom Queen (I Killed the Prom Queen / Parkway Drive: Split CD) en van de BBHC compilatie What We've Built. Het nummer "Hollow Man" is opnieuw geschreven, gecomponeerd en is nu als "Hollow" te vinden op hun album Deep Blue uit 2010.

## Nummers
| 1.                 | Ice (genomen uit de film "End of Evangelion") | 1:12 |
| 2.                 | Smoke 'Em If Ya Got 'Em                       | 3:45 |
| 3.                 | Dead Dreams                                   | 3:20 |
| 4.                 | Flesh, Bone and Weakness                      | 5:13 |
| 5.                 | The Cruise                                    | 1:56 |
| 6.                 | You're Over                                   | 3:16 |
| 7.                 | Looks Like Yoda                               | 2:45 |
| 8.                 | Don't Close Your Eyes                         | 4:42 |
| Totale duur: 26:19 |                                               |      |

### Heruitgave 2006
| 1.                 | Ice                                                | 1:12 |
| 2.                 | Smoke 'Em If Ya Got 'Em                            | 3:45 |
| 3.                 | Dead Dreams                                        | 3:20 |
| 4.                 | Flesh, Bone and Weakness                           | 5:13 |
| 5.                 | The Cruise                                         | 1:56 |
| 6.                 | You're Over                                        | 3:16 |
| 7.                 | Looks Like Yoda                                    | 2:45 |
| 8.                 | Don't Close Your Eyes                              | 4:42 |
| 9.                 | I Watched (genomen van de Split CD)                | 3:29 |
| 10.                | Swallowing Razorblades (genomen van de Split CD)   | 4:14 |
| 11.                | Emotional Breakdown (genomen van What We've Built) | 2:32 |
| 12.                | Hollow Man (genomen van What We've Built)          | 2:22 |
| 13.                | The Negotiator (genomen van What We've Built)      | 3:39 |
| 14.                | Hopeless                                           | 2:42 |
| Totale duur: 45:27 |                                                    |      |

## Bezetting
- Winston McCall - Zanger
- Jeff Ling - Gitarist
- Luke Kilpatrick - Gitarist
- Shaun Cash - Bassist
- Ben Gordon - Drummer